# Синь (Вар)
Синь (фр. Signes) — коммуна на юго-востоке Франции в регионе Прованс — Альпы — Лазурный берег, департамент Вар, округ Тулон, кантон Сен-Сир-сюр-Мер.
Площадь коммуны — 133,1 км², население — 2688 человек (2006) с выраженной тенденцией к росту: 2745 человек (2012), плотность населения — 21,0 чел/км².

## Население
Население коммуны в 2011 году составляло — 2756 человек, а в 2012 году — 2745 человек.
| 1962 | 1968 | 1975 | 1982 | 1990 | 1999 | 2006 | 2011 | 2012 |
| ---- | ---- | ---- | ---- | ---- | ---- | ---- | ---- | ---- |
| 519  | 656  | 922  | 1078 | 1340 | 2045 | 2688 | 2756 | 2745 |

Динамика населения:

## Экономика
В 2010 году из 1867 человек трудоспособного возраста (от 15 до 64 лет) 1364 были экономически активными, 503 — неактивными (показатель активности 73,1 %, в 1999 году — 70,7 %). Из 1364 активных трудоспособных жителей работали 1191 человек (621 мужчина и 570 женщин), 173 числились безработными (84 мужчины и 89 женщин). Среди 503 трудоспособных неактивных граждан 138 были учениками либо студентами, 187 — пенсионерами, а ещё 178 — были неактивны в силу других причин.
На протяжении 2010 года в коммуне числилось 1101 облагаемое налогом домохозяйство, в котором проживало 2831,0 человек. При этом медиана доходов составила 18 672 евро на одного налогоплательщика.

## Фотогалерея

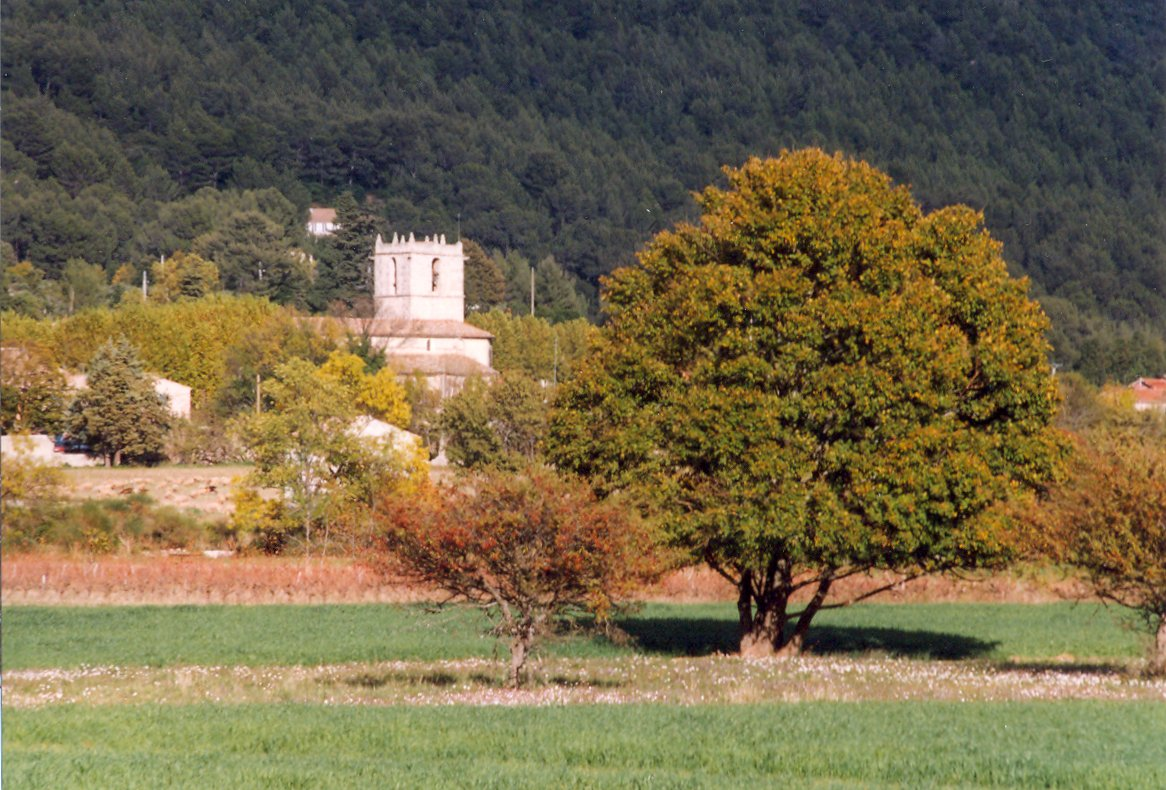
Колокольня церкви Святого Петра
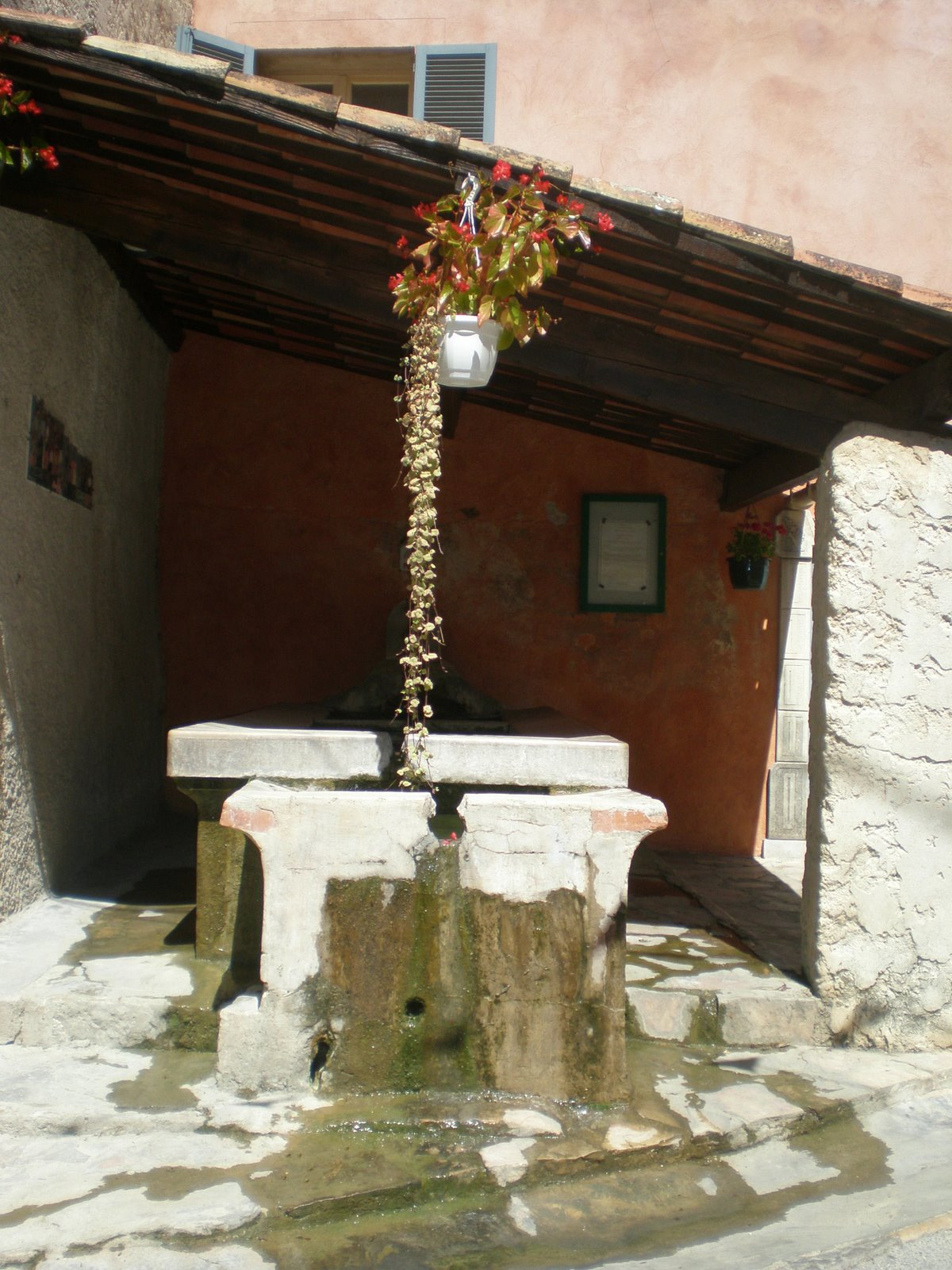
Купальня
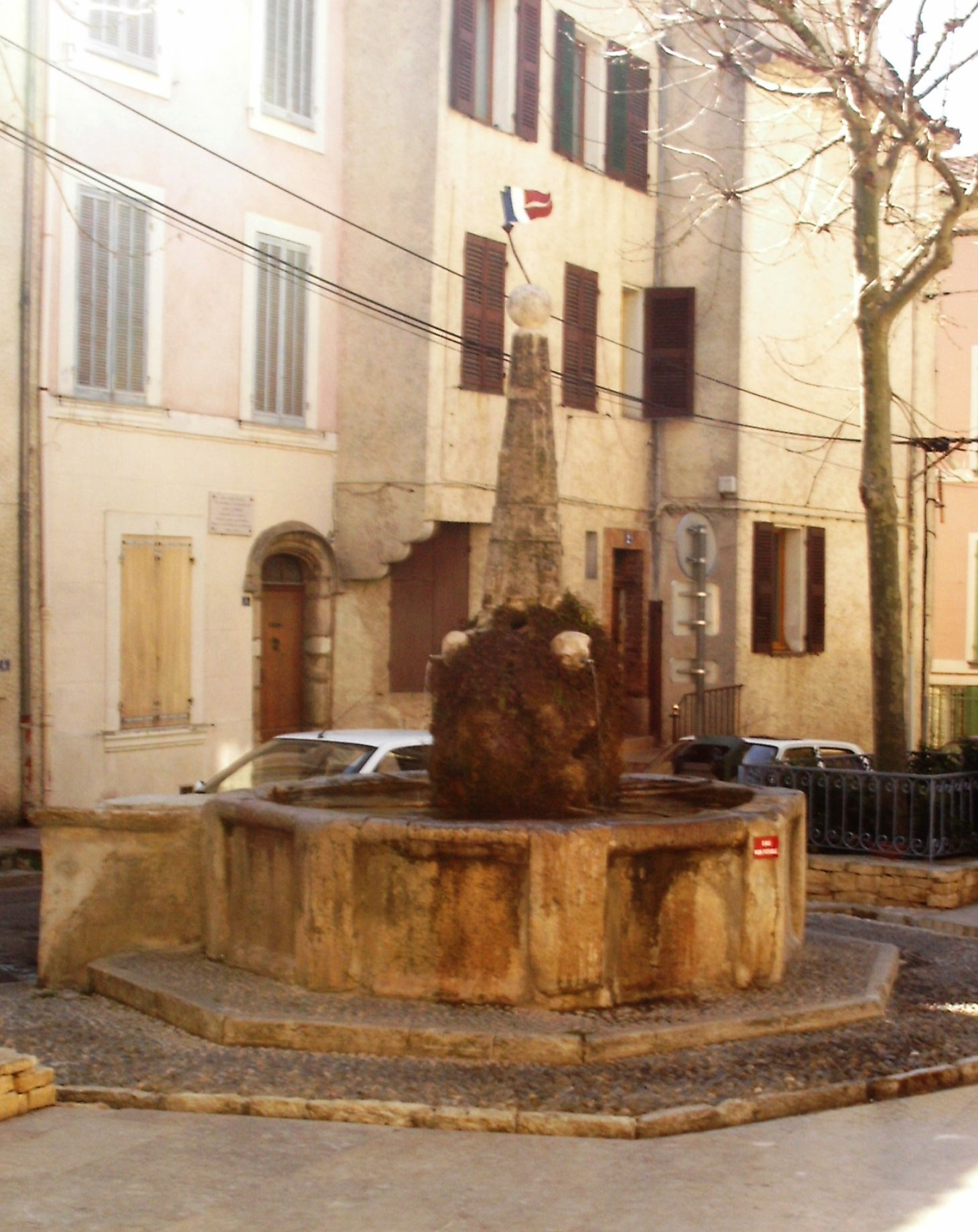
Фонтан